# 龄·EP
《龄·EP》是中国大陆歌手黄龄的第一张迷你专辑，唱片公司为海蝶音乐，于2015年11月5日发行。本作亦是黄龄“自立门户”后发行的第一张唱片。

## 制作及设计
本作是在黄龄成为独立歌手后开始制作，因此黄龄认为其在选歌方面具有了更大的自由度，该作由此亦被认为是体现了其更为纯粹、洒脱的一面。对于制作过程，黄龄在接受《申江服务导报》采访时指其会在遇到能够打动她的旋律时立即录制小样，之后再考虑将合适的曲目组合在同一张唱片中；对于选曲，黄龄则指该作收录的曲目“最能代表新生状态”。
对于本作的封套及整体包装设计，黄龄指其初衷是希望将整张专辑设计为一件工艺品。最终，该作采用了双封面设计，两面分别为东方异域及黑色复古风格；另外，每套唱片皆附有一把以上等竹扇骨制作、经20余道工序编成的白色扇子，意为“广结善缘”，以此传达“希望收到专辑的人透过音乐与她结缘”的想法。因此，本作亦被形容为黄龄“尺寸最大、份量最重，也最能代表黄龄”的专辑。

## 曲目
本作合共收录3首歌曲，皆是此前由词曲作者根据黄龄的特点定制，但因前唱片公司天韵文化方面的原因未能录用的歌曲。其中，喵是一首由“人与猫的互动”切入，以猫的视角传达黄龄对“动物慈善”的见解的歌曲；禁区则为推理电影《真相禁区》的主题曲，亦是该作难度最高的一首歌曲，意在讲述“纠葛的感情”：该两首歌曲皆体现了其在转音方面的技巧。另外，本作亦收录了她于2014年12月发行的单曲风月。
| 曲序     | 曲目     | 备注                         | 时长  |
| -------- | -------- | ---------------------------- | ----- |
| 1.       | 喵       |                              | 3:26  |
| 2.       | 风月     | 作词：文雅；作曲、编曲：宋阳 | 3:48  |
| 3.       | 禁区     | 《真相禁区》主题曲           | 3:20  |
| 总时长： | 总时长： | 总时长：                     | 10:34 |

## 获奖与提名
| 时间           | 典礼                   | 奖项       | 结果 | 备注及参考 |
| -------------- | ---------------------- | ---------- | ---- | ---------- |
| 2015年12月16日 | 第16届华语音乐传媒大奖 | 最佳作词人 | 提名 | 风月       |
| 2016年3月28日  | 第23届东方风云榜       | 十大金曲   | 提名 | 禁区       |